# مهران جبوريان
مهران جبوريان(أرمني: Միհրան Ջաբուրյան ، من مواليد 16 نوفمبر 1984) هو لاعب مصارعة حرة أرميني. فاز بالبطولة الأرمنية في عامي 2010 و2011. وتنافس جابريان في دورة الألعاب الأولمبية الصيفية 2012 في قسم 55 كجم حرة للرجال، ووصل إلى ربع النهائي.

## وصلات خارجية
- مهران جبوريان على موقع قاعدة بيانات المصارعة الدولية (الإنجليزية)
- مهران جبوريان على موقع أوليمبيديا (الإنجليزية)

- Sports-Reference.com